# 清水藤左衛門
清水 藤左衛門(しみず とうざえもん、1880年 - 1952年)は、日本の実業家、政治家。埼玉無尽株式会社(現・三井住友銀行)創業者。

## 経歴
中山道熊谷宿の宿屋「清水屋」(現・大盛商店)で生まれる。第15代当主。1900年、旧制埼玉県第二中学卒業。1907年、熊谷駅前に客待ちの茶店を出し、駅売り弁当や熊谷五家宝の駅売りを初めて行った。1915年、熊谷町選出で、大里郡会議員となる。1933年、熊谷市市政施行後議員に当選し2期務め、初代市会議長に就任する。1936年、熊谷市第一土地区画整理組合が設立されると、同組合長に就任。東京諸新聞販売、埼玉無尽株式会社(現・三井住友銀行)を創業する。